# 費馬-卡塔蘭猜想
在數論上，費馬－卡塔蘭猜想是費馬大定理與卡塔蘭猜想的推廣，而這猜想認為，以下的等式
| {\displaystyle a^{m}+b^{n}=c^{k}\quad } |  | 1 |

僅有有限多個{\displaystyle a,b,c}彼此互質，且{\displaystyle m,n,k}滿足下列條件的解：
| {\displaystyle {\frac {1}{m}}+{\frac {1}{n}}+{\frac {1}{k}}<1.} |  | 2 |

這個給出{\displaystyle m,n,k}條件的不等式是猜想的必要成分，而這是因為沒有這不等式的話，這結果就會有無限多的解，像例如在{\displaystyle k=1}的狀況下，{\displaystyle a^{m}+b^{n}=c}顯然有無限多的解；而在{\displaystyle m=n=k=2}的狀況下該等式就是畢達哥拉斯定理，而目前已知有無限多個畢氏三元數存在。

## 已知解
截至2015年為止，等式(1)已知有十個滿足不等式(2)的解，而這些解如下：
{\displaystyle 1^{m}+2^{3}=3^{2}\;} （在{\displaystyle m>6}的狀況下這滿足不等式(2)）
{\displaystyle 2^{5}+7^{2}=3^{4}\;}
{\displaystyle 7^{3}+13^{2}=2^{9}\;}
{\displaystyle 2^{7}+17^{3}=71^{2}\;}
{\displaystyle 3^{5}+11^{4}=122^{2}\;}
{\displaystyle 33^{8}+1549034^{2}=15613^{3}\;}
{\displaystyle 1414^{3}+2213459^{2}=65^{7}\;}
{\displaystyle 9262^{3}+15312283^{2}=113^{7}\;}
{\displaystyle 17^{7}+76271^{3}=21063928^{2}\;}
{\displaystyle 43^{8}+96222^{3}=30042907^{2}\;}
根據在普雷達·米哈伊列斯庫於2002年證明的卡塔蘭猜想，這些等式中的第一個，也就是{\displaystyle 1^{m}+2^{3}=3^{2}\;}，是唯一滿足{\displaystyle a,b,c}其中一個是1的解。盡管因為{\displaystyle m}可以是大於6的任意數之故，因此{\displaystyle 1^{m}+2^{3}=3^{2}\;}等同於有無限多解，這些解只對{\displaystyle (a^{m},b^{n},c^{k})}這三元數給出一組解。

## 部分結果
根據利用了法爾廷斯定理的達爾蒙－關維定理（Darmon–Granville theorem），對於任意特定不等式(2)的三元數組{\displaystyle (m,n,k)}，等式(1)僅有有限解；:p. 64然而完整的費馬－卡塔蘭猜想強於此，而這是因為完整的猜想允許{\displaystyle m,n,k}這三個指數項是任意數之故。
abc猜想可導出費馬－卡塔蘭猜想。
亦可見比爾猜想一文的內容以得知已證實不可能的指數組合；而比爾猜想為真，當且僅當所有費馬－卡塔蘭猜想的解都有{\displaystyle m=2}、{\displaystyle n=2}或{\displaystyle k=2}。

## 外部連結
- Perfect Powers: Pillai's works and their developments. Waldschmidt,  M.  （页面存档备份，存于）